# Pasly
Pasly és un municipi francès situat al departament de l'Aisne i a la regió dels Alts de França. L'any 2007 tenia 1.015 habitants.

## Demografia

### Població
El 2007 la població de fet de Pasly era de 1.015 persones. Hi havia 406 famílies de les quals 72 eren unipersonals (32 homes vivint sols i 40 dones vivint soles), 167 parelles sense fills, 151 parelles amb fills i 16 famílies monoparentals amb fills.
La població ha evolucionat segons el següent gràfic:
Habitants censats

### Habitatges
El 2007 hi havia 429 habitatges, 410 eren l'habitatge principal de la família, 4 eren segones residències i 15 estaven desocupats. 426 eren cases i 3 eren apartaments. Dels 410 habitatges principals, 365 estaven ocupats pels seus propietaris, 40 estaven llogats i ocupats pels llogaters i 5 estaven cedits a títol gratuït; 5 tenien dues cambres, 52 en tenien tres, 115 en tenien quatre i 238 en tenien cinc o més. 311 habitatges disposaven pel capbaix d'una plaça de pàrquing. A 150 habitatges hi havia un automòbil i a 230 n'hi havia dos o més.

### Piràmide de població
La piràmide de població per edats i sexe el 2009 era:
| Homes | Edats   | Dones |
| ----- | ------- | ----- |
| 0     | 95 o +  | 0     |
| 0     | 90 a 94 | 0     |
| 0     | 85 a 89 | 4     |
| 8     | 80 a 84 | 0     |
| 24    | 75 a 79 | 12    |
| 12    | 70 a 74 | 8     |
| 36    | 65 a 69 | 28    |
| 20    | 60 a 64 | 24    |
| 56    | 55 a 59 | 44    |
| 36    | 50 a 54 | 24    |
| 36    | 45 a 49 | 48    |
| 52    | 40 a 44 | 56    |
| 52    | 35 a 39 | 60    |
| 32    | 30 a 34 | 28    |
| 20    | 25 a 29 | 32    |
| 36    | 20 a 24 | 4     |
| 40    | 15 a 19 | 44    |
| 44    | 10 a 14 | 52    |
| 32    | 5 a 9   | 20    |
| 24    | 0 a 4   | 20    |

## Economia
El 2007 la població en edat de treballar era de 671 persones, 467 eren actives i 204 eren inactives. De les 467 persones actives 435 estaven ocupades (229 homes i 206 dones) i 32 estaven aturades (15 homes i 17 dones). De les 204 persones inactives 89 estaven jubilades, 67 estaven estudiant i 48 estaven classificades com a «altres inactius».

### Ingressos
El 2009 a Pasly hi havia 405 unitats fiscals que integraven 1.043 persones, la mediana anual d'ingressos fiscals per persona era de 20.629 €.

### Activitats econòmiques
Dels 20 establiments que hi havia el 2007, 1 era d'una empresa de fabricació d'altres productes industrials, 9 d'empreses de construcció, 1 d'una empresa de comerç i reparació d'automòbils, 1 d'una empresa de transport, 1 d'una empresa d'informació i comunicació, 3 d'empreses immobiliàries, 2 d'empreses de serveis, 1 d'una entitat de l'administració pública i 1 d'una empresa classificada com a «altres activitats de serveis».
Dels 12 establiments de servei als particulars que hi havia el 2009, 1 era un taller de reparació d'automòbils i de material agrícola, 1 paleta, 1 fusteria, 5 lampisteries, 2 electricistes, 1 empresa de construcció i 1 perruqueria.
L'any 2000 a Pasly hi havia 4 explotacions agrícoles.

## Equipaments sanitaris i escolars
El 2009 hi havia una escola elemental.

## Poblacions més properes
El següent diagrama mostra les poblacions més properes.